# John Browning
John Moses Browning (21. nebo 23. ledna 1855 Ogden, Utah – 26. listopadu 1926 Lutych, Belgie) byl americký konstruktér zbraní, jeden z nejznámějších lidí tohoto oboru, jde o autora 128 zbraňových patentů.

## Život
V roce 1880 založil zbrojovku J. M. Browning & Bros. a začal brzy spolupracovat s řadou významných zbrojovek, např. Winchester. Pro ni navrhl samonabíjecí brokovnici, která byla ve své době natolik revoluční, že ji konzervativní Winchester odmítl. Později převzaly její výrobu firmy Remington a Fabrique Nationale d´Armes de Guerre (FN). Později si výrobu jeho zbraní rozdělily zbrojovky právě FN a Colt a to tak, že Colt měl vyrábět pro severoamerický a britský trh a FN pro evropský trh a také mohly své zbraně jeho konstrukce označit jeho příjmením. Pro FN a Colt navrhl Browning též řadu samonabíjecích pistolí, první byla pistole FN-Browning model 1900. (Pozdější model 1910 byl nechvalně proslulý Gavrilo Principem při atentátu na následníka rakousko-uherského trůnu Františka Ferdinanda d'Este). Zřejmě nejznámější pistolí pocházející z jeho kreslícího prkna je model Colt 1911 Government, ráže .45 ACP. Z dalších konstrukcí lze zmínit například automatickou pušku BAR (Browning Automatic Rifle) a kulomety ráže .30 a .50. Vrcholem jeho tvorby byla samonabíjecí pistole Browning HP, která byla ale vyráběna až po Browningově smrti a i přes své rozšíření nedosáhla oblíbenosti modelu 1911.
Vyvíjel také příslušné náboje ke svým zbraním. Například dodnes používané a celosvětově rozšířené 6,35 mm Browning, 7,65 mm Browning a 9 mm Browning.
Jeho systém uzamčení závěru s vertikálním pohybem hlavně, poprvé použitý u Coltu 1911, je v modifikované podobě používán dodnes jako nejrozšířenější způsob uzamčení závěru u samonabíjecích pistolí.
Firma Browning stále působí, jejím vlastníkem je belgická společnost FN.